# Värnamo tingsrätt
Värnamo tingsrätt var en tingsrätt i Jönköpings län. Värnamo tingsrätts domsaga omfattade vid sin upplösning Värnamo kommun, Vaggeryds kommun, Gnosjö kommun och Gislaveds kommun. Tingsrätten och dess domsaga ingick i domkretsen för Göta hovrätt. Tingsrätten hade kansli i Värnamo. År 2005 uppgick tingsrätten och domsagan i Jönköpings tingsrätt och domsaga.

## Administrativ historik
Vid tingsrättsreformen 1971 bildades denna tingsrätt i Värnamo från häradsrätten för Östbo och Västbo tingslag som var placerad där. Domkretsen bildades av Östbo och Västbo tingslag, med undantag av de områden som ingick i Ljungby kommun. Dessutom från de delar av Tveta, Vista och Mo tingslag som varit del av Mo härad och som inte ingick i Jönköpings kommun samt de delar ur Njudungs tingslag som ingick i Värnamo och Vaggeryds kommuner. Från 1971 ingick områdena för Värnamo kommun, Vaggeryds kommun, Gnosjö kommun, Gislaveds kommun, Unnaryds kommun och Hylte kommun. År 1974 upplöstes Unnaryds kommun där delar uppgick i Hylte, Gislaveds och Ljungby kommuner. Hylte kommun överfördes samtidigt till Hallands län och dess område utgick ur denna tingsrätts domsaga.
Tingsrätten och domsagan uppgick 26 september 2005 i Jönköpings tingsrätt och domsaga.

## Lagmän
- 1971–1981: Malte Nilsson
- 1981–1998: Stig Wenker
- 1998–2005: Peter Brusewitz